# Bazovski šoht
Bazovski šoht ali Bazoviški šoht (napačno italijansko foiba di Basovizza, tržaškobeneško foiba de Basoviza) je umetni rudniški rov v Bazovici, v Občini Trst, dva kilometra in pol od slovenske meje.

## Rudniški rov
Na hribih, ki obkrožajo Trst, so konec 19. stoletja verjeli, da se nahajajo pomembna nahajališča premoga ali lignita. Med letoma 1901 in 1908 je češko podjetje Škoda takrat dalo izkopati že obstoječi rudniški rov nedaleč od Bazovice, vendar izkopavanja niso bila zelo plodna, tako da je bil rudnik zapuščen. Navpična globina je bila 256 metrov, pri -254 metrih pa se je odprl 735 metrov dolg rov, ki je segal neposredno v bližnjo vas Bazovico. Med letoma 1936 in 1943 so bile izvedene štiri spuščanja: leta 1936 je premogovništvo »Arsa« naročilo skupini tržaških speleologov spuščanje v rov; največja dosežena globina je bila -225 metrov, nato pa je bilo najdenih približno 30 metrov naplavin in lesa, ki so preprečili nadaljevanje. Leta 1939 se je ekipa Italijanskega alpinističnega kluba spustila, da bi vzeli truplo Bazovičana, ki je pomotoma padel v rov: truplo so našli na globini -226 metrov. Leta 1941 se je samo en alpinist spustil po truplo deklice, ki je spet dosegla -226 metrov. 2. aprila 1943 se je skupina sedmih speleologov spustila na -220 metrov. 